# Agnesiella eleganta
Agnesiella eleganta (лат.) — вид прыгающих насекомых-цикадок рода Agnesiella из подсемейства Typhlocybinae.

## Распространение
Китай, Sichuan, Yunnan.

## Описание
Мелкие цикадки со стройным телом и прыгательными задними ногами. Длина 3,25 мм. Тело желтоватое. Лицо с поперечными полосами на лобно-клипеальной области жёлтого цвета, лорум и наружная половина щёк жёлтые, внутренние части щёк и конец антеклипеуса черно-коричневые. Темя желто-охристого цвета у венечного шва. Переднеспинка с центральным овальным пятном и 2 парами боковых черно-бурых пятен, между центральными и боковыми пятнами с 2 дугообразными коричневыми перевязями, соединяющимися с нижними боковыми пятнами, центральная часть с буроватым оттенком. Щитик буроватый. Переднее крыло с пятнами, примерно разделенными на три области в базальной половине, одно коричневатое пятно в основании, одно полосатое желто-охристое пятно в центральной части базальной половины и ещё одно коричневатое пятно возле поперечной жилки.

## Классификация
Вид Agnesiella был впервые описан в 2022 году китайскими энтомологами Yalin Zhang и Min Huang (Key Laboratory of Plant Protection Resources and Pest Management of Ministry of Education, Entomological Museum, Northwest A&F University, Янлин, провинция Шэньси, Китай). Сходен с таксоном Agnesiella erosa.